# Robert Carlier
Robert Carlier, né le 4 septembre 1910 et mort le 12 février 2002 , est un éditeur et directeur de collection français.

## Biographie
Dès l'avant guerre Robert Carlier fréquente les milieux littéraires et devient un proche de Jean-Paul Lhopital.
En 1946 il prend la direction littéraire du tout jeune Club français du livre où il lance Les Portiques. En 1952 il passe à la concurrence animant le Club du meilleur livre (1952-1961), filiale commune des Éditions Gallimard et de la Librairie Hachette. Il édite alors plus de cinq cents volumes.
Avec Pascal Pia il travaille également pour le Cercle du livre précieux, club de livres érotiques dirigé par Claude Tchou.
En 1961, il devient éditeur chez Gallimard, et dirige les collections de poche « Poésie/Gallimard » et « Le Livre de poche classique ». 
À partir du début des années 1970, il est conseiller littéraire indépendant, notamment pour Bouquins et la Pochothèque.

## Publications
- Larousse des citations françaises et étrangères, sous la dir. de Robert Carlier, Pierre Josserand, Samuel S. de Sacy, Paris : Larousse, 1975
- Dictionnaire des citations françaises, sous la dir. de Robert Carlier, Pierre Josserand et Samuel S. de Sacy, Paris : Larousse, 1977
- À la nuit la nuit : carnets, Hors commerce, 2005